# Raúl Hipólito Arraigada
Raúl "El Pucho" Arraigada (Córdoba, Argentina; 19 de abril de 1926 - Buenos Aires, Argentina; 1 de enero del 2017) fue un futbolista y director técnico argentino.

## Carrera
Arraigada fue un futbolista pionero en Argentina, con una marcada trayectoria en populares clubes. Formó parte del plantel del Club Atlético Racing de Nueva Italia desde 1946 hasta 1949, para después volver en 1951 hasta el año siguiente. En el Club Atlético Lanús trabajó en 1949 y  en el Club Atlético Belgrano lo hizo desde 1952 hasta 1961, donde se desempeñó como half izquierdo (lo que hoy sería un segundo marcador central).
Alejado del medio futbolístico fue un gran captador de talentos al seleccionar personas con gran talentos futbolísticos como el ''Diablo'' Monserrat, Germán Martellotto, "La Lora" Oliva y Julio César Villagra, entre otros.
Supo adaptarse a las distintas épocas en que le tocó dirigir. Arraigada fue director técnico de Belgrano en seis ciclos diferentes y dirigió al famoso equipo pirata del '68, que fue el primero de Córdoba en llegar a Liga Nacional de AFA. También condujo a Racing de Nueva Italia (1991-92) y a Instituto (en la temporada 1990-91 y en 1992-95). Dirigió al "Celeste" en 120 partidos, con 51 victorias, 40 empates y 29 derrotas.

## Fallecimiento
Raúl Arraigada falleció en la madrugada del 1 de enero de 2017 a los 90 años de edad a causa de problemas naturales en su salud.